# 942-й истребительный авиационный полк
942-й истребительный авиационный полк (942-й иап) — воинская часть Военно-воздушных сил (ВВС) Вооружённых Сил РККА, принимавшая участие в боевых действиях Великой Отечественной войны.

## Наименования полка

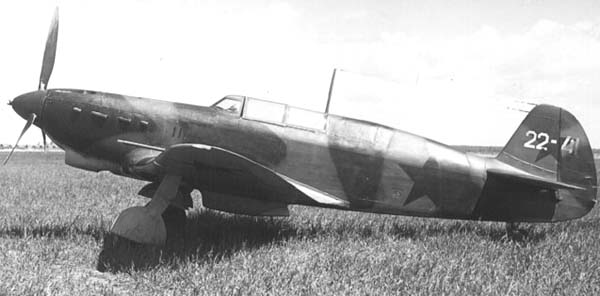
Як-7Б. Такими самолётами полк был вооружён при формировании в 1942 году

За весь период своего существования полк своё наименование не менял:
- 942-й истребительный авиационный полк[1];
- Войсковая часть (Полевая почта) 29795[1].

## История полка

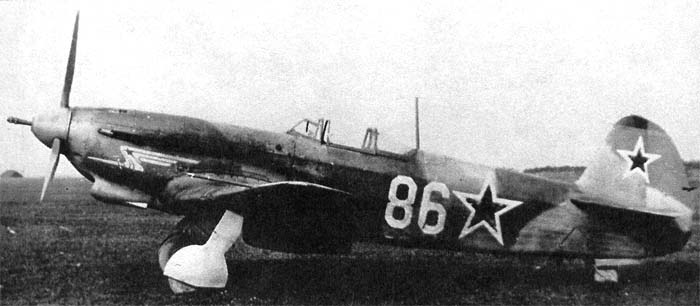
Як-9. Такими самолётами полк был вооружён к началу войны с Японией

Полк начал формироваться 15 августа 1942 года на основании приказа НКО СССР № 00153 от 27.07.1942 г . и приказа Командующего ЗабФ № 00517 от 03.08.1942 г. в ВВС Забайкальского фронта на аэродроме Чита на основе одной эскадрильи из 51-го иап (на самолётах Як-7б), одной аэ из 457-го ббап (на И-16) и одной аэ из 56-го иап (без матчасти) по штату 015/134. Формирование завершено к концу августа 1942 г. в 248-й штурмовой авиационной дивизии 12-й воздушной армии ВВС Забайкальского фронта.
Ко 2 декабря 1942 года полк полностью завершил перевооружение на самолёты Як-7б. Весной 1945 года полк перевооружён на истребители Як-9.
К началу войны с Японией (08.08.1945 г.) полк имел в боевом составе 40 Як-9.
В период с 9 августа по 3 сентября 1945 года полк в составе 248-й штурмовой авиационной дивизии 12-й воздушной армии ВВС Забайкальского фронта принимал участие в советско-японской войне на самолётах Як-9.
Принял участие в Хингано-Мукденской наступательной операции. 20 августа 1945 года пара Як-9 полка произвела перехват американского бомбардировщика Consolidated B-24 Liberator, разбрасывавшего агитационные листовки, и принудила его к посадке на аэродроме Мукден.

### В действующей армии
В составе действующей армии:
- с 9 августа 1945 года по 3 сентября 1945 года.

### Командир полка
- полковник Шипитов, Яков Власович – с марта 1943 года до окончания войны.

### Итоги боевых действий
В период войны полк выполнил:
- боевых вылетов — 127, из них:
  - на разведку — 55;
  - на сопровождение ША — 10;
  - на прикрытие войск — 46;
  - на перехват — 3;
  - на спецзадание — 9;
  - на штурмовку — 4.

Встреч с самолётами противника, воздушных боёв и боевых потерь не было. Уничтожено самолётов на аэродромах — 4
Уничтожено при штурмовках:
- - паровозов — 9$
  - зенитных пулемётов — 2$
  - ж/д станций — 1$

Свои потери (боевые):
- лётчиков — нет;
- самолётов — 3; из них:
  - сбито ЗА — 1
  - не вернулось с боевого задания — 2

### Послевоенная история полка
После войны полк продолжал входить в состав 248-й штурмовой авиадивизии 12-й воздушной армии. В начале октября (01.10.1945 г.) 1945 года полк был передан в состав 245-й истребительной авиационной дивизии 9-й воздушной армии Приморского военного округа.
В связи сокращениями ВС после окончания войны в период с 1 по 13 апреля 1947 года 942-й истребительный авиаполк директивой ГШ ВС СССР № орг/1/470260 от 27.02.1947 г. и директивой Командующего 9ВА № орг/00652 от 21.03.1947 г. расформирован в 245-й истребительной авиационной дивизии 9-й воздушной армии Приморского военного округа с передачей личного состава в 351-й, 718-й и 940-й истребительный авиационные полки дивизии.

## Благодарности Верховного Главнокомандования
Воинам полка в составе дивизии объявлены благодарности Верховного Главнокомандующего:
- За отличные боевые действия в боях с японцами на Дальнем Востоке и овладение городами Цзямусы, Мэргэнь, Бэйаньчжэнь, Гирин, Дайрэн, Жэхэ, Мишань, Мукден, Порт-Артур, Харбин, Цицикар, Чанчунь, Яньцзи[3].